# USS Ronald Reagan (CVN-76)
USS Ronald Reagan (CVN-76) é um porta-aviões nuclear americano da classe Nimitz.
O (CVN-76) é o nono navio construído da Classe e ostenta o nome do quadragésimo presidente dos Estados Unidos da América Ronald Reagan.

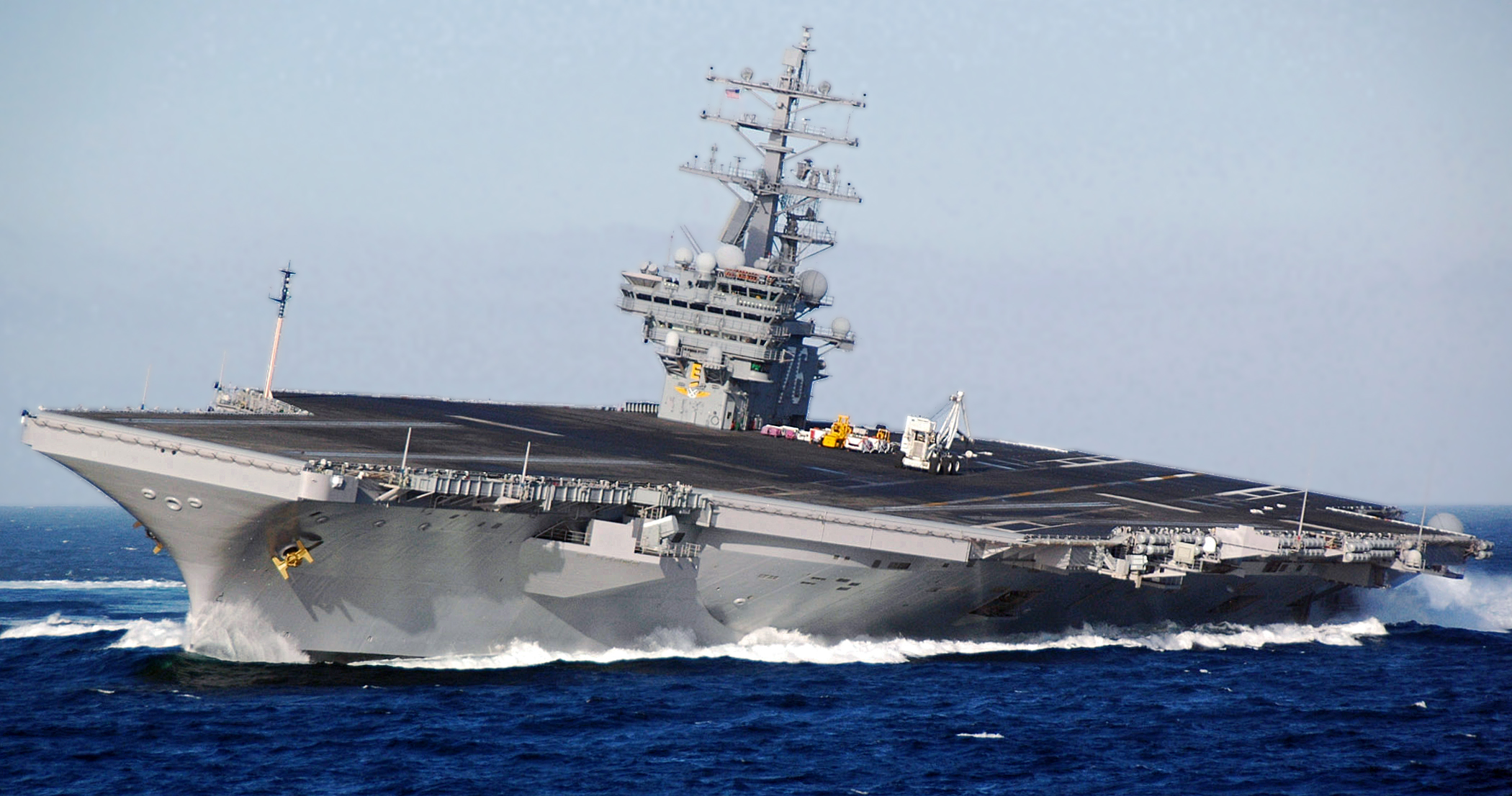
USS Ronald Reagan (CVN-76), em manobra durante a inspeção de outubro de 2007.
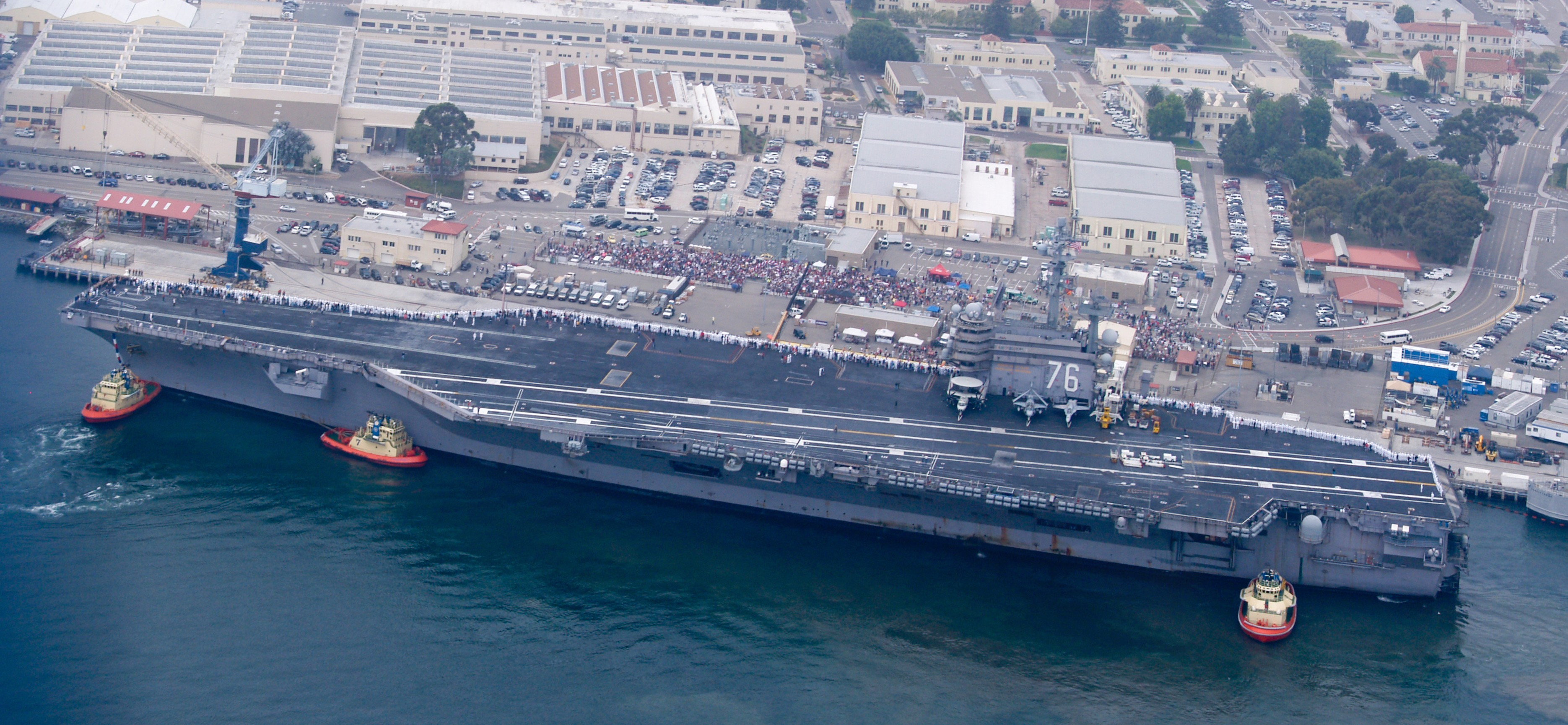
USS Ronald Reagan retornando para a Baía de San Diego, 2011.
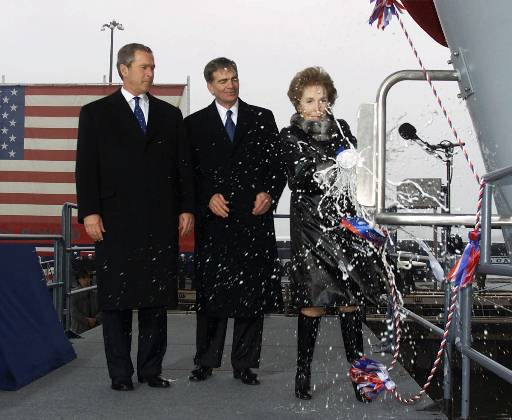
Ex-primeira dama Nancy Reagan batizando o navio em 4 de março de 2004, junto com o Presidente George W. Bush e o CEO do estaleiro Newport News Shipbuilding, Willian Frick
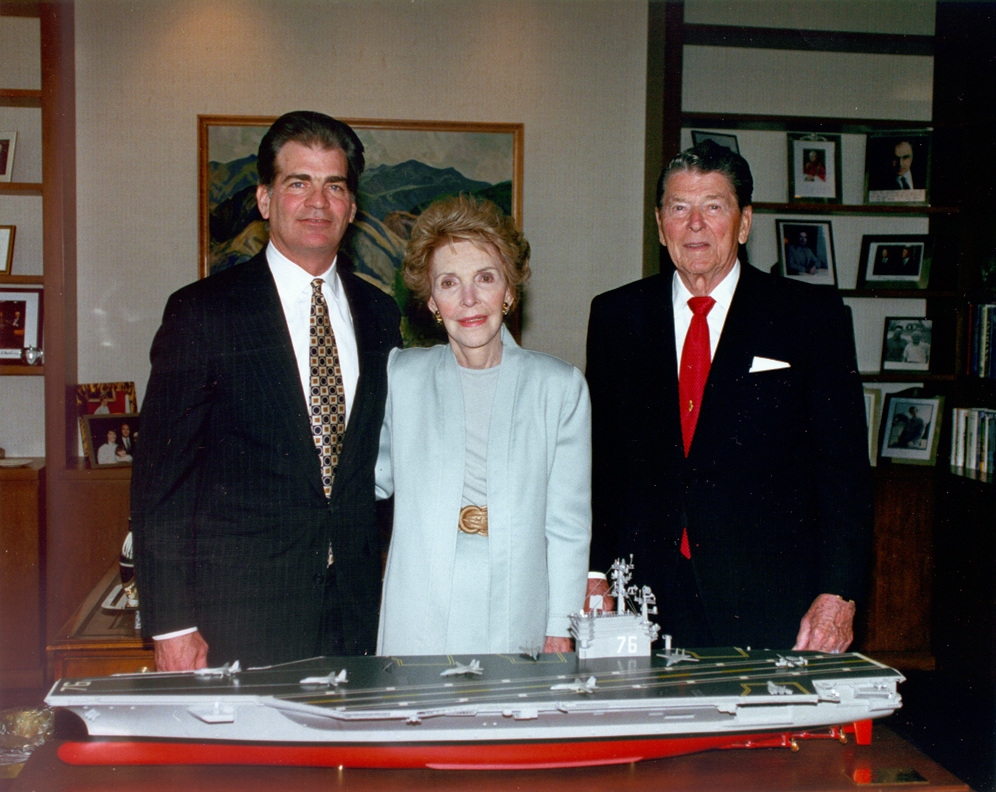
USS Ronald Reagan em maio de 1996.
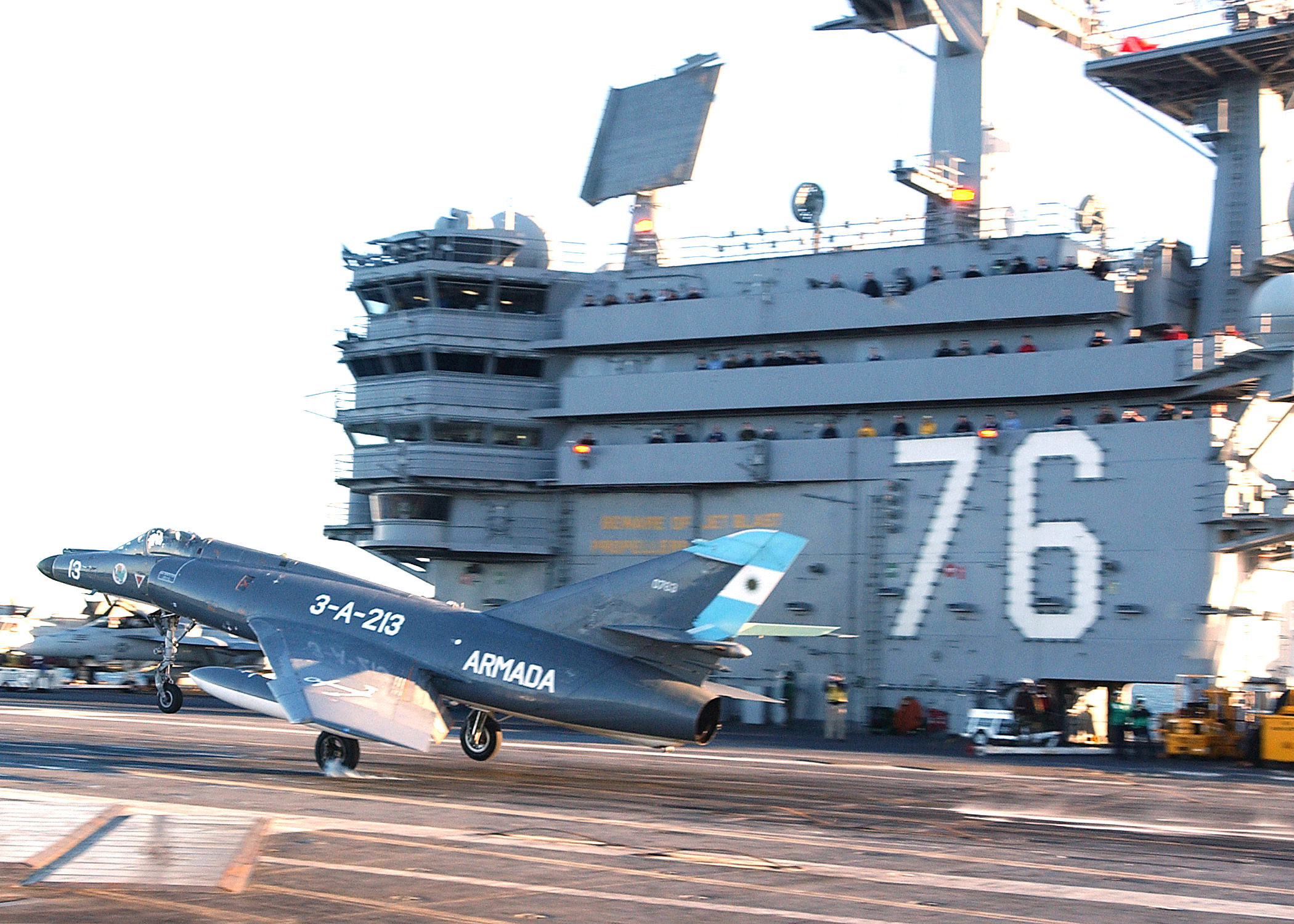
Manobras de exercício do evento Gringo-Gaucho[1]  realizado entre as marinhas dos Estados Unidos e da Argentina, em 2004.